# Armée de l'Est
L'Armée de l'Est fut la dénomination officielle d'une armée française lors de la guerre franco-prussienne de 1870.

## Origine
L'Armée de l'Est prend naissance en décembre 1870 à Bourges, à partir de la division de l'armée de la Loire et s'étoffe tant bien que mal durant son parcours en direction du nord-est (Chalon-sur-Saône, Besançon).

## Objectifs
Elle reçoit pour mission de couper les arrières et les lignes de communication des Prussiens, et de délivrer Belfort, où le colonel Denfert-Rochereau s'est enfermé avec ses troupes dans la citadelle. Après avoir débarqué le gros de ses troupes à la gare de Clerval (petite ville à l'est nord-est de Besançon), le général Bourbaki engage sa campagne à l'Est qui doit commencer par la conquête de Villersexel.

## Composition
- 15e corps d'armée
- 18e corps d'armée
- 20e corps d'armée
- 24e corps d'armée
- Réserve générale

## Batailles
Le 8 janvier 1871, la bataille de Villersexel est engagée. Le lendemain, elle connait son apogée par une victoire des troupes françaises. Sous le commandement de l'intuitif général August von Werder, les Prussiens se retirent de Villersexel (car pour Werder, cette ville n'a rien de stratégique), et migrent en direction de Montbéliard. Les Prussiens s'installent alors sur une ligne géographique qui suit un petit cours d'eau : la Lizaine. Au sud, Montbéliard et Héricourt, au nord, Frahier. Les troupes prussiennes rejoignent ainsi les contingents qui occupent déjà tout le Pays. Werder anticipe la manœuvre de Bourbaki visant à atteindre Belfort pour reprendre la ville et délivrer la garnison française.

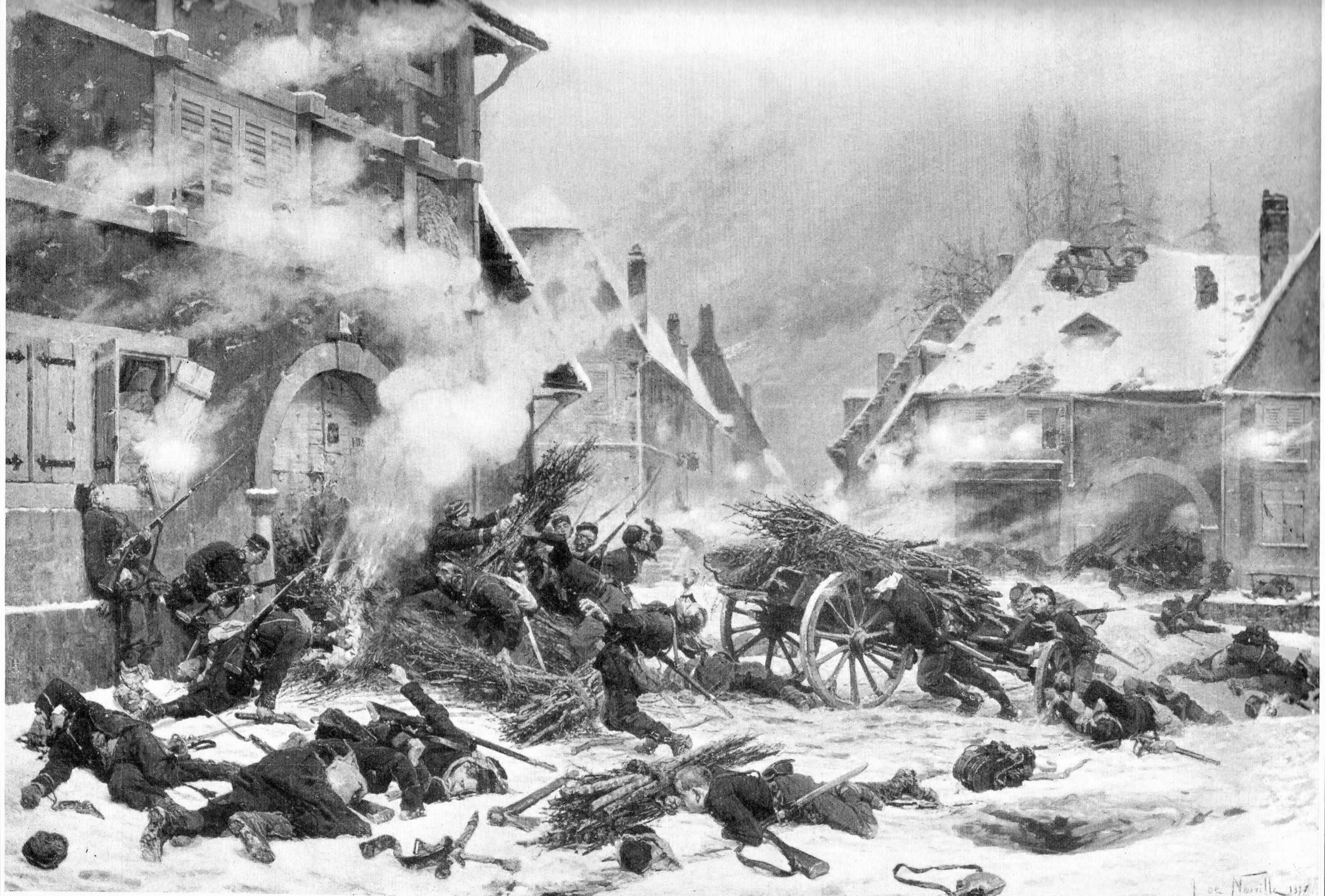
La bataille de Villersexel, soldats français assiégeant des soldats prussiens reclus dans une ferme.
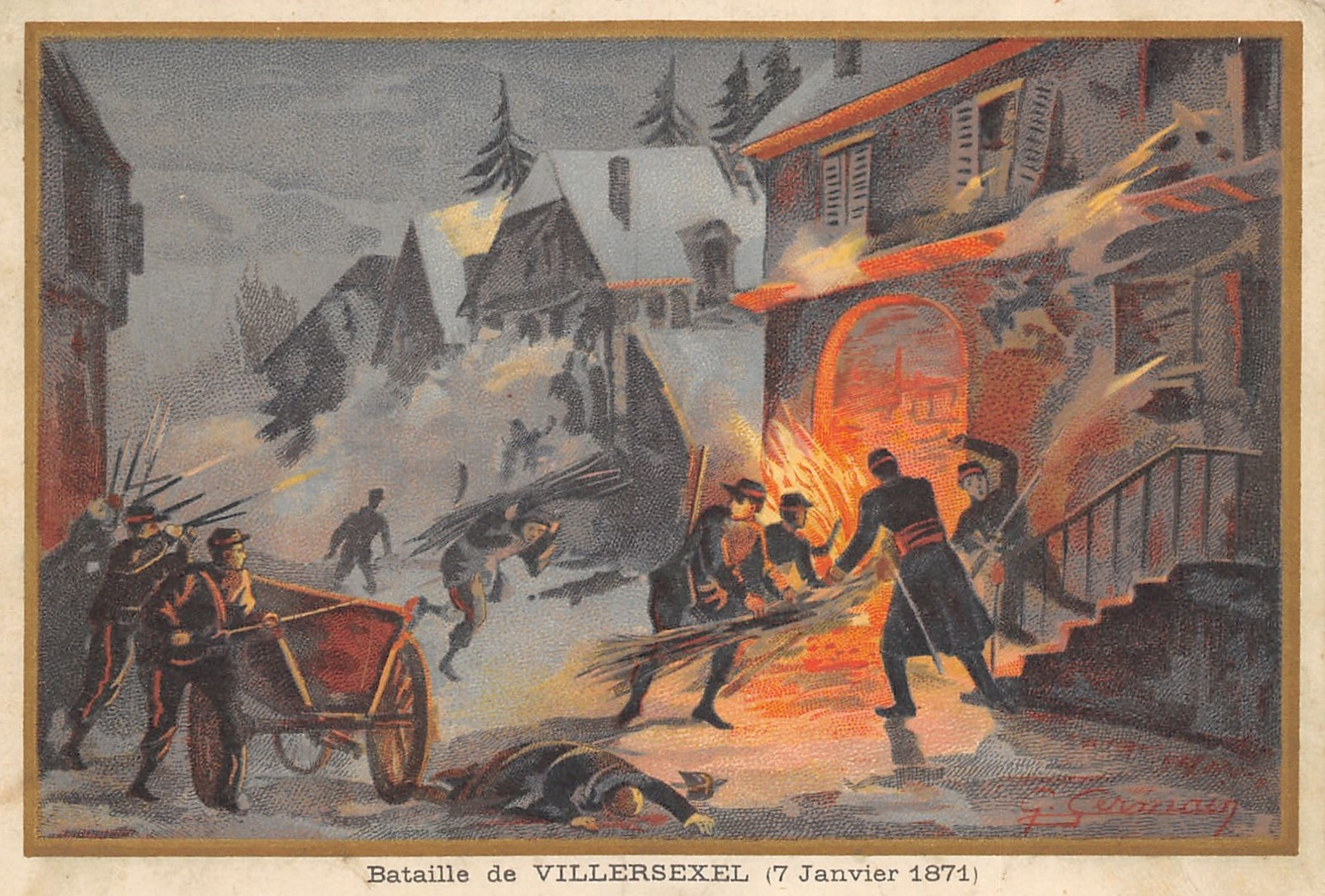
Scène semblable en couleur.
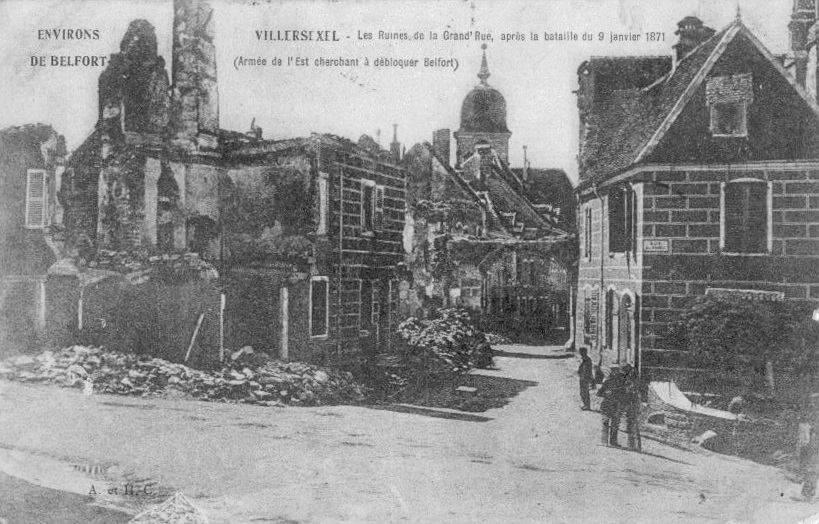
Vue des destructions du Bourg de Villersexel.
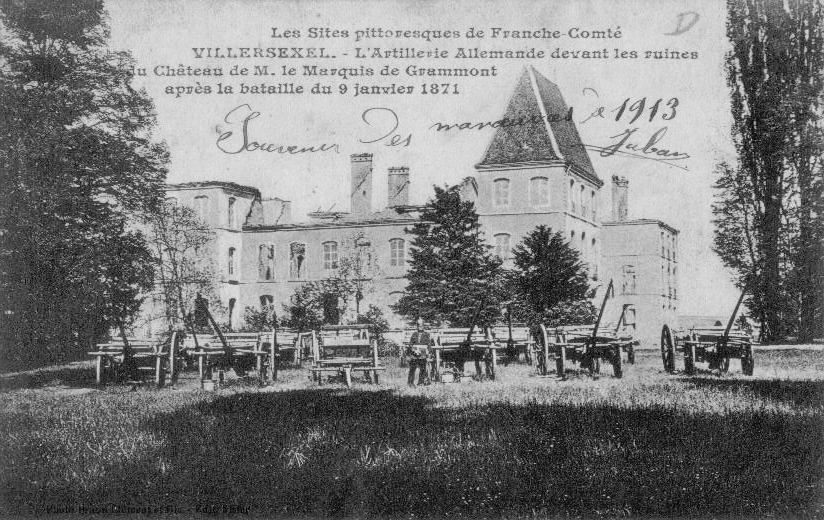
L'artillerie allemande devant les ruines du château de Villersexel.

Mais enlisée à Villersexel dans des problèmes d'organisation et de ravitaillement de toutes sortes, l'armée de l'Est est incapable de poursuivre rapidement son adversaire. Mettant ainsi à profit cette inaction, les troupes prussiennes prennent pied sur la rive gauche de la Lizaine. Cette rivière, bien que peu importante, forme un obstacle naturel. De plus, le remblai de la ligne de chemin de fer qui suit la Lizaine (de Montbéliard à Héricourt) offre un abri inopiné pour les Prussiens. Les Prussiens profitent de deux jours de répit (10 et 12 janvier) pour placer des soldats tout le long de la Lizaine. Des bouches à feu sont installées sur les hauteurs : à Châlonvillars (pour défendre Chenebier et Frahier), au Mont-Vaudois (pour tenir Héricourt) et à Montbéliard (aux mains des Prussiens depuis novembre 1870), au niveau des Grands-Bois et sur ce qu’on appellera plus tard les Batteries du Parc. Les soldats allemands profitent de la valeur défensive de la Lizaine dont la largeur oscille entre 6 et 8 mètres et la profondeur près d’un mètre. Ils font sauter la plupart des ponts, bourrent d’explosifs les autres, aménagent les routes pour faire passer le ravitaillement. Les Français, de leur côté, sont sur un terrain boisé difficile. Ainsi donc, de Montbéliard à Frahier, une ligne de front d'environ 20 km est puissamment défendue.
Le 14 janvier, les premiers contingents français parviennent dans la région d'Arcey (à 10 km au sud-est de Montbéliard). Après quelques escarmouches avec des postes avancés prussiens, l'armée de l'Est parvient sur les hauteurs de Montbéliard. Le plan de Bourbaki consiste en une attaque frontale déployée sur 19 km.

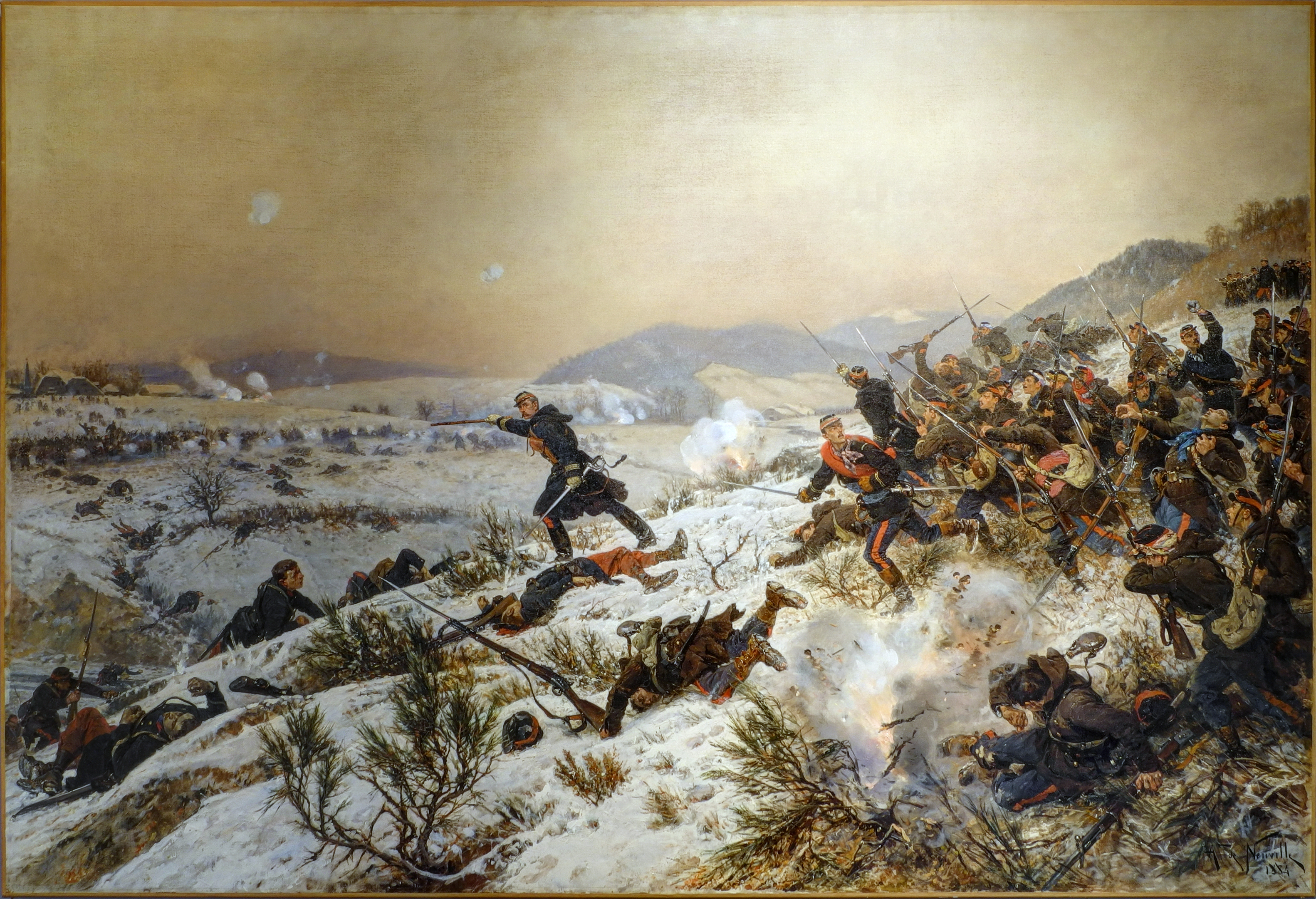
Le combat de Chenebier, côté français.
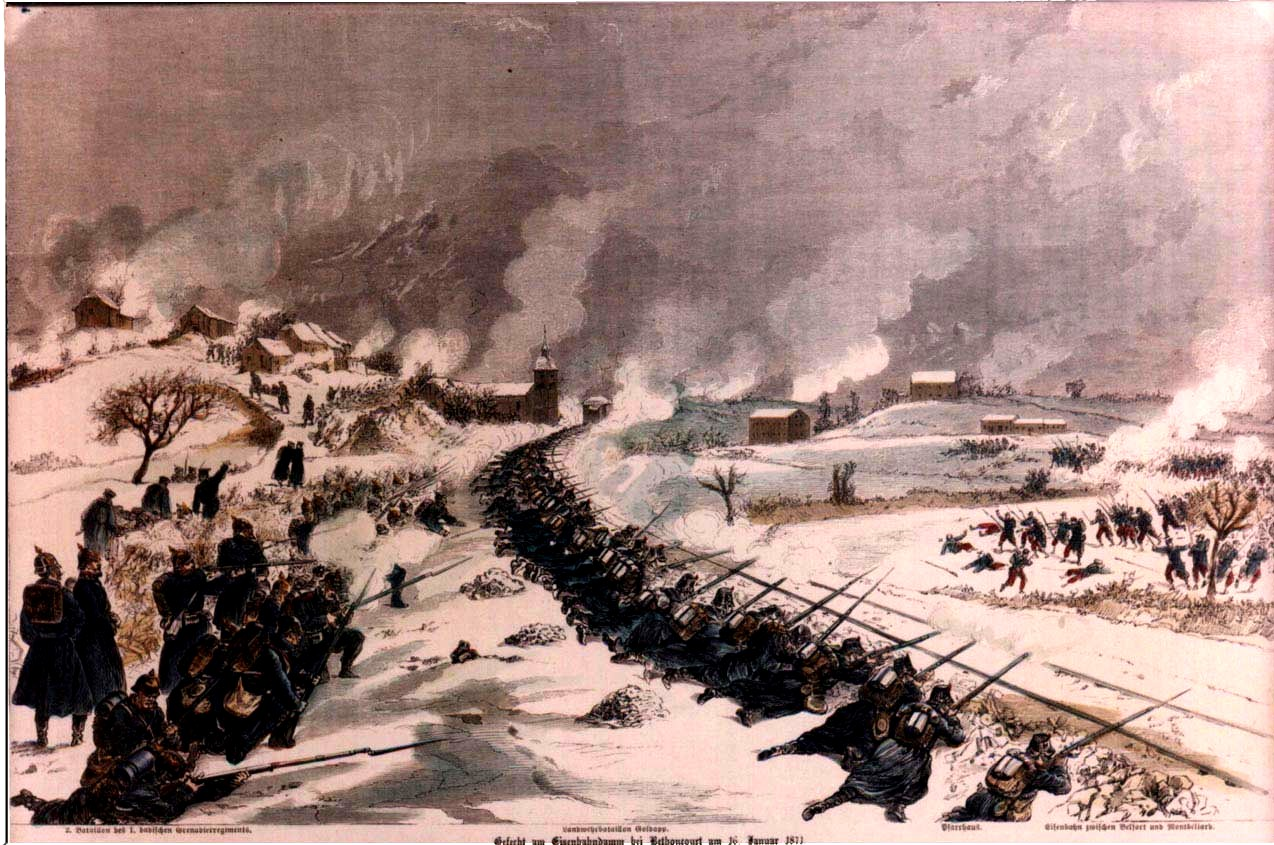
La bataille de la Lizaine, côté prussien.
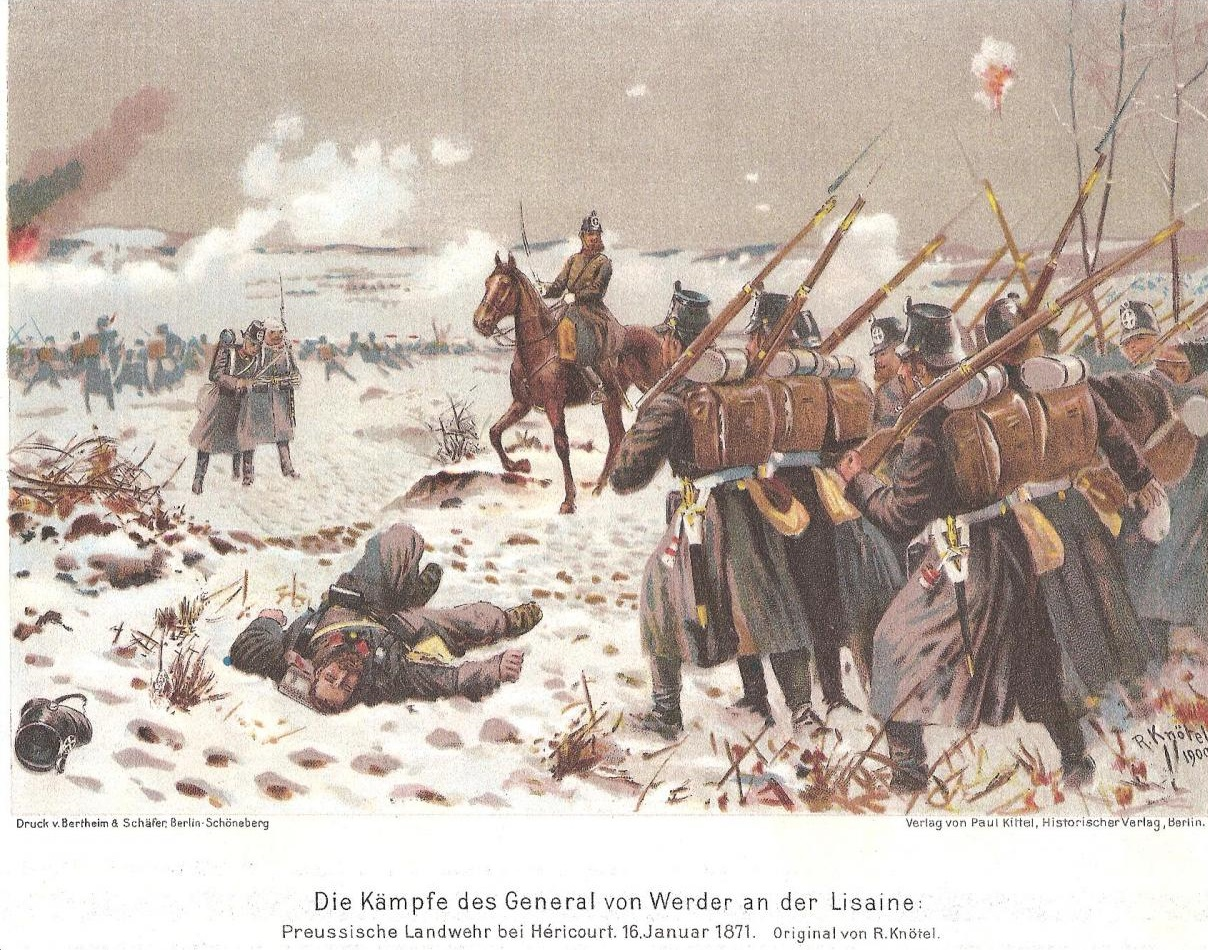
Le combat d'Héricourt, côté prussien.
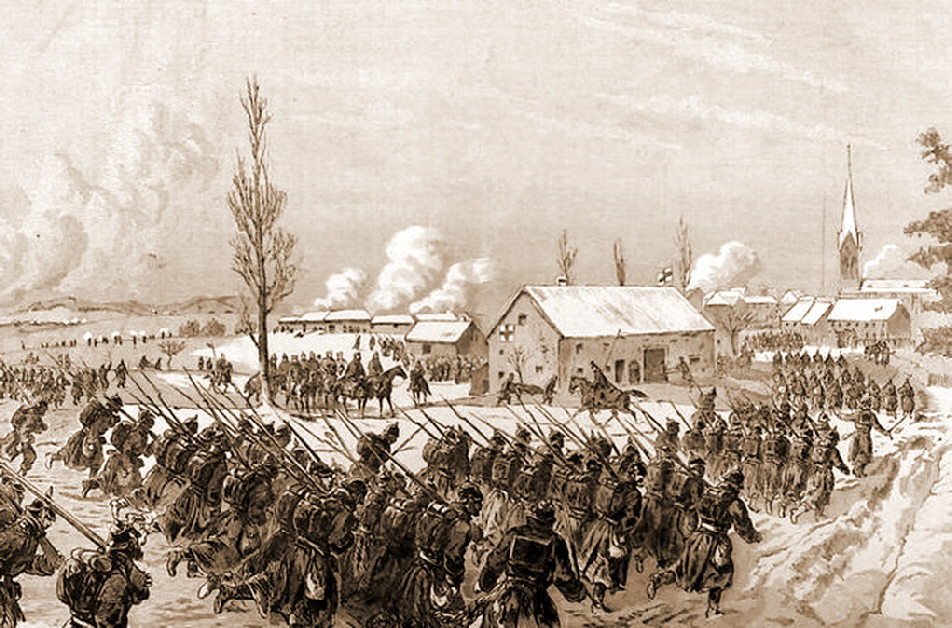
Les soldats prussiens à Frahier.

Composée de 140 000 hommes, l'armée est hétéroclite et improvisée. L'ennemi est composé d'environ 52 000 hommes. Le climat en ce début de bataille est extrêmement rigoureux. Il neige, et il a neigé abondamment durant les jours précédents ; la température nocturne atteint −20 °C. Alors que les Prussiens ont trouvé des abris par réquisitions, les troupes françaises bivouaquent dans les bois et dans les chemins creux. En dépit des actes de bravoure accomplis dans la région de Villersexel, c'est une armée épuisée et mal équipée qui arrive pour combattre sur le front de la Lizaine (par exemple, on manque totalement de fers à glace pour les chevaux). Les premiers combats s'engagent devant les villes d'Héricourt et de Montbéliard. Les troupes pénètrent dans Montbéliard et attaquent le château pour y déloger les Prussiens qui tirent à l'arme lourde. Le petit village de Bethoncourt au nord-est de Montbéliard connait un douloureux combat durant lequel succombent des bataillons de savoyards et de zouaves. Mais les luttes les plus sanglantes se déroulent devant Héricourt et Chagey. Pendant trois jours, les combats sur la ligne de la Lizaine connaissent des affrontements acharnés.

## Retraite

### Échec de la retraite vers Besançon
Le 18 janvier, aucune percée décisive n'ayant été marquée, le général Bourbaki décida de suspendre les combats et d'opérer la retraite de ses troupes en direction du sud, vers Besançon. La libération de Belfort avait donc échoué. Entre-temps, les Allemands avaient transféré deux corps d'armée vers le théâtre d'opération jurassien et formé une nouvelle armée, l'Armée du Sud, commandée par Edwin von Manteuffel, qui avançait de façon à couper la voie ferrée de Lyon à Besançon. L'attaque de diversion entreprise par Garibaldi vers Dijon ne suffit pas à ralentir l'avance prussienne. 

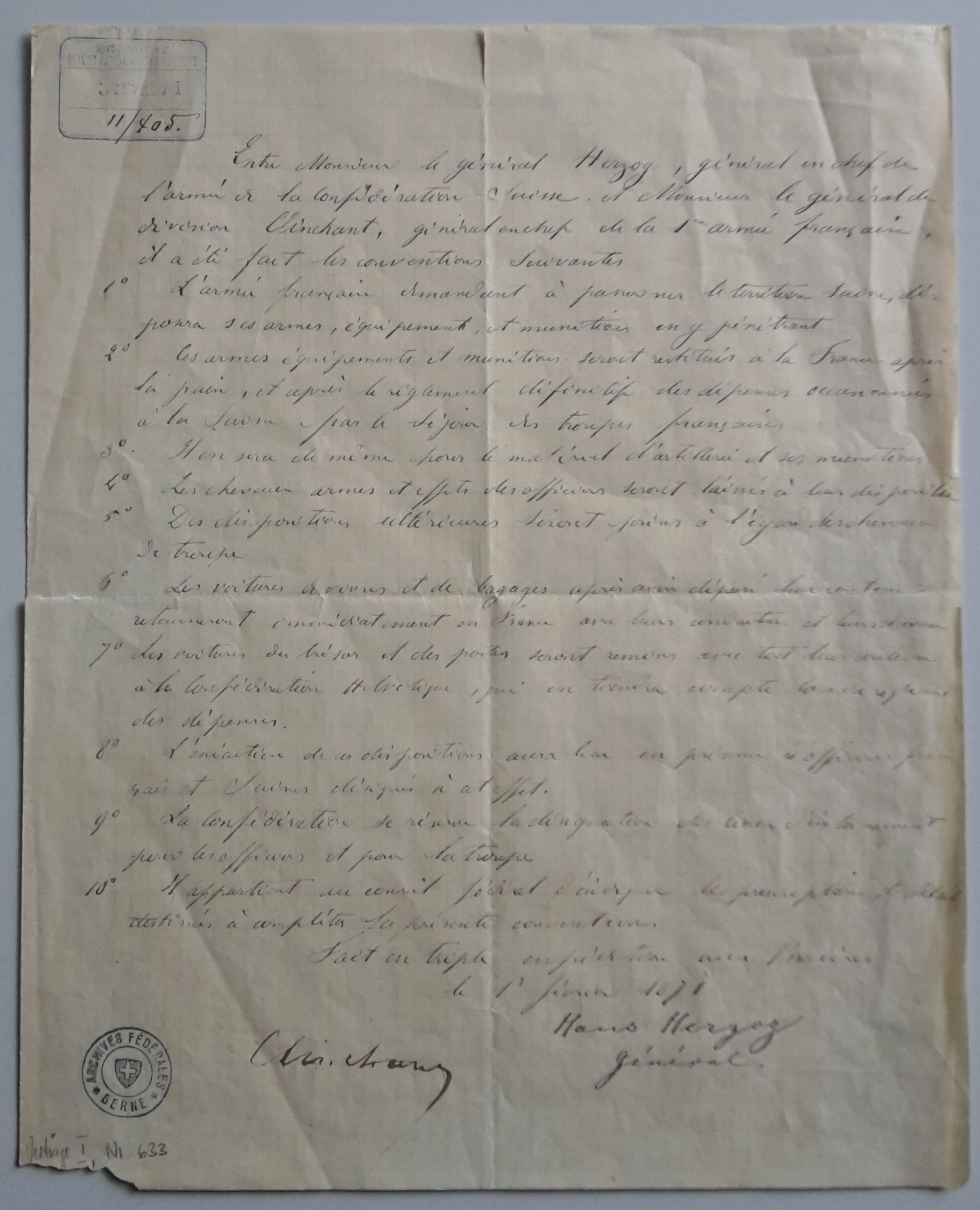
Convention des Verrières, 1 février 1871.

### Refuge en  Suisse
L'Armée de l'Est fut contrainte de dévier sa marche en direction de Pontarlier. Cette retraite sur le plateau du Haut-Doubs, dans le froid sévère et la neige, est comparable au tableau Le Radeau de la Méduse. Les soldats, affamés, épuisés, décimés par le froid, n'étaient plus que l'ombre d'eux-mêmes. Par une négligence des négociateurs, l'armée de l'Est n'était pas comprise dans les conditions de l'armistice franco-allemand signé le 28 janvier 1871. 

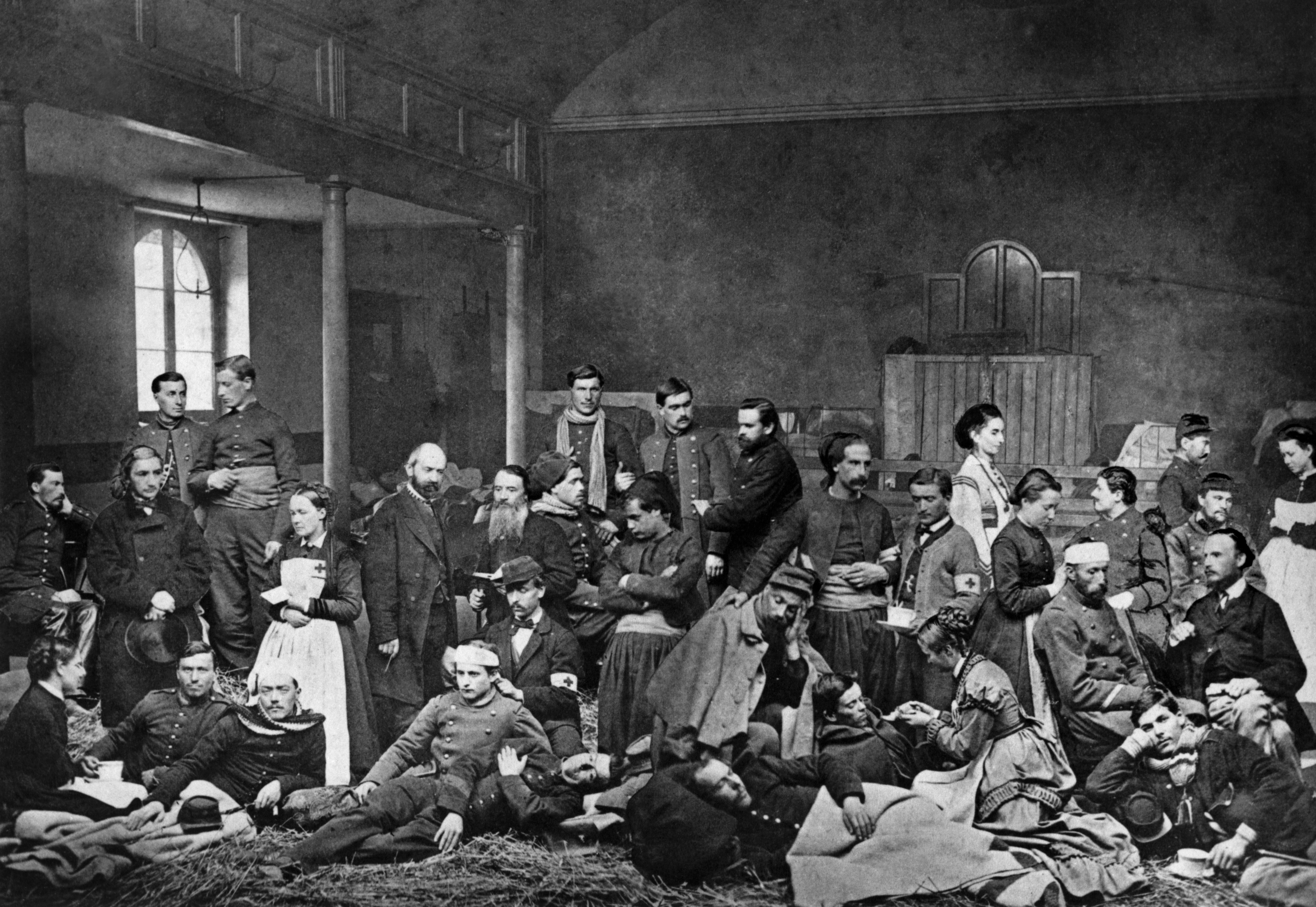
Les blessés de l'armée Bourbaki soignés par la Croix-Rouge à Lausanne, photographie d'Auguste Bauernheinz

Acculée à la frontière suisse, l'Armée de l'Est était prise au piège. Bourbaki tenta alors de se suicider, avec un pistolet, le 26 janvier à 19 h 30. Il ne fut que légèrement blessé, mais laissa le commandement de l'armée au général Clinchant, son principal adjoint. Ce dernier négocia la convention des Verrières avec le général suisse Hans Herzog qui prévoyait l'internement de son armée en Suisse, après qu'elle eut été désarmée au passage de la frontière. À partir du 1er février, 87 847 hommes dont 2 467 officiers commencent à passer la frontière, principalement aux Verrières.

## L'Armée de l'Est dans l'art et la littérature
Cette tragédie a été immortalisée sous la forme d'un panorama circulaire exceptionnel réalisé par le peintre suisse, Édouard Castres, et ses collaborateurs, que l'on peut voir à Lucerne (Suisse). Le panorama Bourbaki se présente sous le forme d'une rotonde d'un diamètre de plus de 40 m. Il existe peu de panoramas de ce genre dans le monde. Réalisé sur la base de nombreuses esquisses dessinées pendant cette guerre, il est le témoignage historique d'une qualité documentaire exceptionnelle. Cette œuvre constitue un document à la mémoire de la première grande action humanitaire de la Croix-Rouge suisse, et de la politique de neutralité de la Confédération. Le thème très particulier — voire unique — du panorama est l'incommensurable misère des soldats blessés, affamés et gelés qui ont passé la frontière suisse le 1er février 1871. Après avoir réalisé un grand nombre de projets, le peintre Castres a ainsi associé à l'idée de guerre, non pas la notion de victoire, mais la notion de douleur. Le cadre choisi : un triste paysage d'hiver gris-blanc, d'immenses champs couverts de neige, a permis d'accentuer la tragédie humaine soigneusement décrite. C'est en colonnes interminables que les soldats traversent le champ de vision des visiteurs ….
Cet épisode, ainsi que le panorama de Lucerne, sont évoqués par l'écrivain et journaliste franc-comtois André Besson dans Mon pays comtois.